# Boigneville
Boigneville é uma comuna francesa na região administrativa da Ilha de França, no departamento de Essonne. Estende-se por uma área de 15.80 km². Em 2010 a comuna tinha 397 habitantes (densidade: 25,1 hab./km²).